# Patrice Martineau (réalisateur)
Pour les articles homonymes, voir Patrice Martineau et Martineau.
Patrice Martineau est un scénariste et réalisateur français.

## Filmographie

### Téléfilms
- 1997 : La Petite maman
- 1999 : La Vie d'un autre
- 2000 : La Loire, Agnès et les garçons
- 2000 : Rends-moi mon nom
- 2001 : Tania Boréalis ou L'étoile d'un été
- 2004 : Nicolas au pays des âmes
- 2006 : Maldonne
- 2007 : Valentine et Cie
- 2008 : Une maman pour un cœur
- 2010 : C'est mon tour
- 2014 : Dame de cendres

### Séries télévisées
- 1999 : La Crèche
- 2002 : Sami, le pion
- 2003 : Avocats et Associés - ép. 53 à 56
- 2004 : Avocats et Associés - ép. 61 à 64
- 2005 : Avocats et Associés - ép. 73 à 76
- 2006 : Avocats et Associés - ép. 89 à 92
- 2008 : Femmes de loi - ép. 41 ; 42 ; 43
- 2011 : Un village français,  saison 3 - ép. 31 à 36

### Assistant réalisateur
- 1985 : L'Arbre sous la mer de Philippe Muyl
- 1985 : Parking de Jacques Demy
- 1988 : Trois places pour le 26, de Jacques Demy
- 1990 : La Captive du désert de Raymond Depardon
- 1994 : Daens de Stijn Coninx
- 1994 : Des feux mal éteints de Serge Moati
- 1996 : Tendre piège de Serge Moati
- 1997 : Ni vue, ni connue de Pierre Lary (Téléfilm)
- 1997 : Sapho de Serge Moati (Téléfilm)